# Photomath
Photomath là một ứng dụng sử dụng camera trên thiết bị di động với mục đích giải các bài toán hiển thị trên ảnh chụp từ camera. Ứng dụng có sẵn miễn phí trên các hệ điều hành Google Android và iOS. Photomath được phát hành vào năm 2014 bởi Microblink, một công ty chuyên về phần mềm nhận dạng văn bản có trụ sở tại Zagreb, Croatia, có văn phòng đăng ký tại Luân Đôn, Vương quốc Anh.
Từ năm 2016, ngoài các văn bản in trên giấy, Photomath cũng nhận dạng chữ viết tay và cung cấp các bước giải toán.
Năm 2017, Photomath đã tách thành một công ty riêng biệt.
Photomath xếp thứ ba trong danh sách 20 ứng dụng dạy và học tốt nhất. Song ngoài những lời khen ngợi, Photomath còn nhận không ít những chỉ trích từ các giáo viên trên toàn thế giới.
Ứng dụng đã được tải xuống khoảng 50 triệu lượt trên Google Play.